# Caffelatte

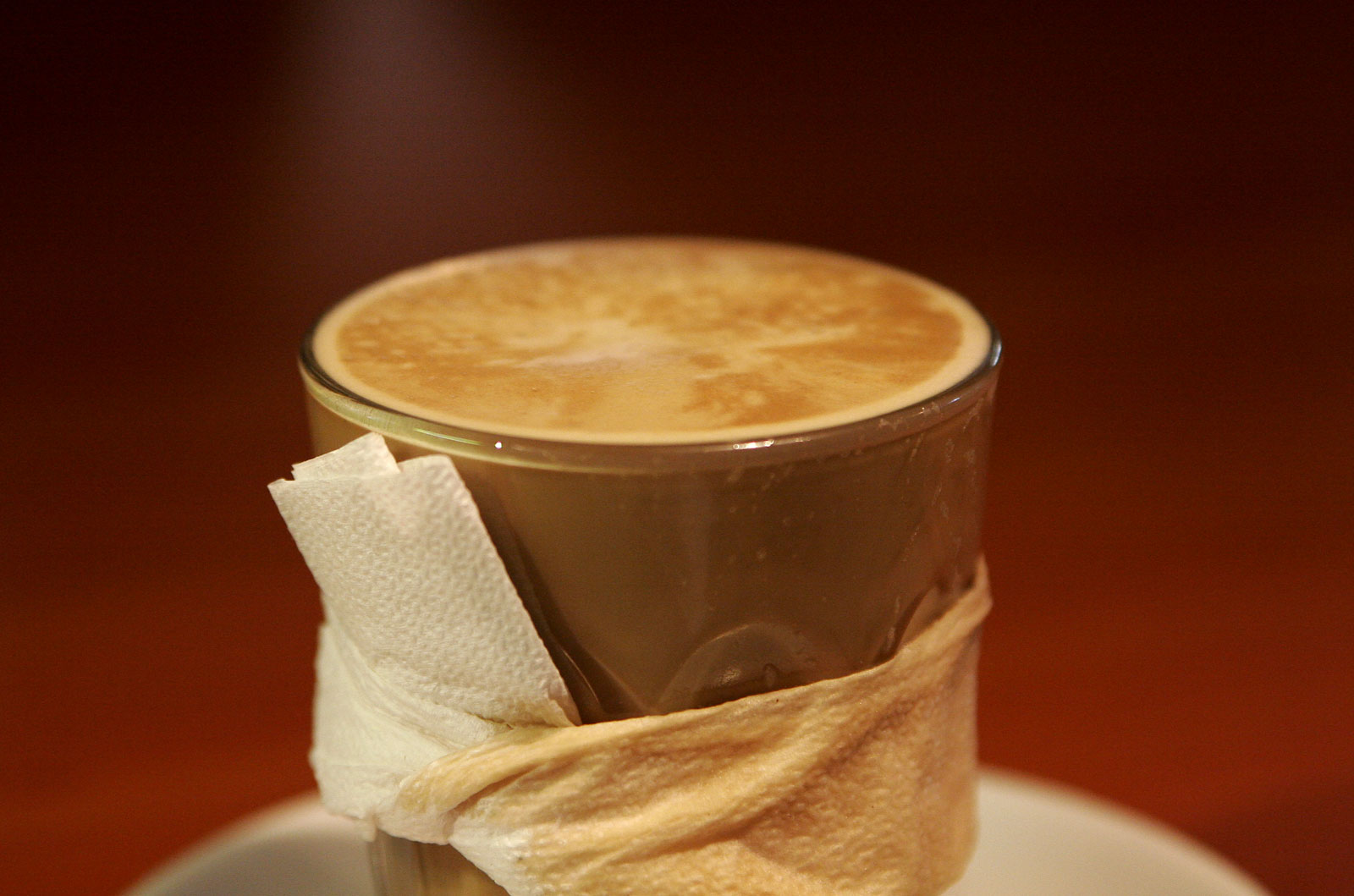
Caffè latte.

Caffelatte, caffè latte eller enbart latte är en italiensk koffeindryck med espresso och mjölk. Det är en italiensk variant av café au lait (franska: café crème). 

## Etymologi
Caffelatte är belagt i svenskan från 1994 och härstammar från italienskan. På italienska kallas den caffellatte, caffè latte eller caffè e latte, där caffé betyder "kaffe" och latte betyder "mjölk".
Svenska Akademiens ordlista avråder från skrivningen caffe latte, som två ord. Däremot går det enligt ordlistan bra att använda enbart latte.

## Tillredning
Trots likheterna med café au lait och cappuccino, vilka också består av kaffe och mjölk, tillreds dessa drycker olika. En caffelatte består av ¼ espresso och ¾ varm mjölk med litet eller inget skum. Den innehåller således mer mjölk än cappuccino.

## Italien
I Italien dricker man vanligen mockabaserad caffè latte i ett stort, högt glas till frukost hemma. Mjölken värms oftast i kastrull på spisen.
En annan variant är latte macchiato, där macchiato betyder fläckig på italienska. Namnet förklaras av att man först häller ångad mjölk i ett glas och sedan fyller på med espresso. Detta åstadkommer ett fläckigt mönster på ytan. En latte macchiato är ungefär som en caffè latte men med mindre espresso. Denna bör man inte förväxla med en caffè macchiato som består av espressokaffe med mycket lite mjölk.